# Pandémie de Covid-19 en république du Congo
La pandémie de Covid-19 en république du Congo démarre officiellement le 14 mars 2020. À la date du 24 février 2024, le bilan est de 389 morts.

## Chronologie
- 14 mars : le premier cas est confirmé, un homme de 50 ans rentrant de Paris, en France, qui commence sérieusement à être touchée par l'épidémie[2].
- 29 mars : le cap des 10 cas confirmés est dépassé. Le total de cas confirmé est de 19.
- 31 mars : les deux premiers décès sont confirmés[3].
- 9 avril : le cap des 50 cas confirmés est dépassé. Le total de cas confirmés est de 60.
- 15 avril : le cap des 100 cas confirmés est dépassé. Le total de cas confirmés est de 117.
- 27 avril : le cap des 500 cas confirmés est dépassé. Le total de cas confirmés est de 571.
- 22 juin : le cap des 1 000 cas confirmés est dépassé. Le total de cas confirmés est de 1 087.
- 21 septembre : le cap des 5 000 cas confirmés est dépassé. Le total de cas confirmés est de 5 002.
- En septembre il y avait 461 nouveaux cas et 18 décès, portant le nombre de cas à 5 089 dont 89 décès confirmés[4].
- En octobre il y avait 201 nouveaux cas et trois décès, portant le nombre de cas à 5 290 dont 92 décès[5].
- En novembre il y avait 484 nouveaux cas et deux décès, portant le nombre de cas à 5 774 dont 94 décès[6].
- En décembre il y avait 1 333 nouveaux cas et 14 décès, portant le nombre de cas à 7 107 dont 108 décès[7].
- En janvier 2021 il y avait 780 nouveaux cas et neuf décès, portant le nombre de cas à 7 887 dont 117 décès[8].
- En février 2021 il y avait 933 nouveaux cas et onze décès, portant le nombre de cas à 8 820 dont 128 décès[9].
- En mars 2021 il y avait 861 nouveaux cas et sept décès, portant le nombre de cas à 9 681 dont 135 décès[10].
- En avril 2021 il y avait 997 nouveaux cas et neuf décès, portant le nombre de cas à 10 678 dont 144 décès[11].
- En mai 2021 il y avait 980 nouveaux cas et neuf décès, portant le nombre de cas à 11 658 dont 153 décès[12].
- En juin 2021 il y avait 935 nouveaux cas et 12 décès, portant le nombre de cas à 12 596 dont 165 décès[13].
- En juillet 2021 il y avait 590 nouveaux cas et 13 décès, portant le nombre de cas à 13 186 dont 178 décès[14].
- En août 2021 il y avait 402 nouveaux cas et 5 décès, portant le nombre de cas à 13 588 dont 183 décès[15].
- En septembre 2021 il y avait 656 nouveaux cas et 10 décès, portant le nombre de cas à 14 244 dont 193 décès[16].
- En octobre 2021 il y avait 3 426 nouveaux cas et 85 décès, portant le nombre de cas à 17 670 dont 278 décès[17].
- En novembre 2021 il y avait 1 300 nouveaux cas et 76 décès, portant le nombre de cas à 18 970 dont 354 décès[18].
- En décembre 2021 il y avait 2 307 nouveaux cas et 15 décès, portant le nombre de cas à 21 277 dont 369 décès[19].
- En janvier 2022 il y avait 2 428 nouveaux cas et deux décès, portant le nombre de cas à 23 705 dont 371 décès[20].
- En février 2022 il y avait 315 nouveaux cas et sept décès, portant le nombre de cas à 24 020 dont 378 décès.
- En mars 2022 il y avait 51 nouveaux cas et sept décès, portant le nombre de cas à 24 071 dont 385 décès.
- En avril 2022 il y avait 32 nouveaux cas, portant le nombre de cas à 24 103 dont 385 décès[21].
- En mai 2022 il y avait 11 nouveaux cas, portant le nombre de cas à 24 114 dont 385 décès[22].
- En juin 2022 il y avait 76 nouveaux cas, portant le nombre de cas à 24 190 dont 385 décès[23].
- En juillet 2022 il y avait 585 nouveaux cas et un décès, portant le nombre de cas à 24 775 dont 386 décès[24].
- En août 2022 il y avait 62 nouveaux cas, portant le nombre de cas à 24 837 dont 386 décès[25].

## Traitement
Pour le traitement des patients, le Président Denis Sassou-Nguesso déclare, en mai 2020, « son soutien au controversé remède proposé par l’infectiologue français Didier Raoult, basé sur l'hydroxychloroquine, et celui, développé par Madagascar, (Covid-Organics) à partir de la plante d'Artemisia ».

## Statistiques

Nombre de cas en république du Congo depuis le début de l'épidémie.

Nombre de morts en république du Congo depuis le début de l'épidémie.